# Elvis Kamsoba
Elvis Kamsoba (Nyanza-Lac, 21 luglio 1996) è un calciatore burundese, centrocampista del Balzan.

## Caratteristiche tecniche
È un esterno destro.

## Carriera

### Nazionale
Ha esordito con la nazionale burundese il 4 settembre 2011 disputando l'incontro di qualificazione per la Coppa d'Africa 2012 pareggiato 1-1 contro il Benin.
È stato convocato per disputare la Coppa d'Africa 2019.

## Statistiche

### Cronologia presenze e reti in nazionale
| Cronologia completa delle presenze e delle reti in nazionale ― Burundi | Cronologia completa delle presenze e delle reti in nazionale ― Burundi | Cronologia completa delle presenze e delle reti in nazionale ― Burundi | Cronologia completa delle presenze e delle reti in nazionale ― Burundi | Cronologia completa delle presenze e delle reti in nazionale ― Burundi | Cronologia completa delle presenze e delle reti in nazionale ― Burundi | Cronologia completa delle presenze e delle reti in nazionale ― Burundi | Cronologia completa delle presenze e delle reti in nazionale ― Burundi |
| Data                                                                   | Città                                                                  | In casa                                                                | Risultato                                                              | Ospiti                                                                 | Competizione                                                           | Reti                                                                   | Note                                                                   |
| ---------------------------------------------------------------------- | ---------------------------------------------------------------------- | ---------------------------------------------------------------------- | ---------------------------------------------------------------------- | ---------------------------------------------------------------------- | ---------------------------------------------------------------------- | ---------------------------------------------------------------------- | ---------------------------------------------------------------------- |
| 6-6-2024                                                               | Lilongwe                                                               | Kenya                                                                  | 1 – 1                                                                  | Burundi                                                                | Qual. Mondiali 2026                                                    | -                                                                      | 80’                                                                    |
| Totale                                                                 |                                                                        | Presenze                                                               | 1                                                                      |                                                                        | Reti                                                                   | 0                                                                      |                                                                        |